# Diatrypa ornata
Diatrypa ornata är en insektsart som beskrevs av Henri Saussure 1874. Diatrypa ornata ingår i släktet Diatrypa och familjen syrsor. Inga underarter finns listade i Catalogue of Life.